# Мадлен Французская (принцесса Вианская)
Мадлен Французская или Мадлен Валуа (фр. Madeleine de France, фр. Madeleine de Valois; 1 декабря 1443, Тур — 23 января 1495, Памплона, Наварра) — дочь Карла VII Французского, жена Гастона де Фуа, принца Вианского, мать королей Наварры Франциска Феба и Екатерины де Фуа.

## Биография
Была помолвлена с Владиславом Постумом, эрцгерцогом Австрии и королём Чехии и Венгрии, но тот умер в 1457 году.

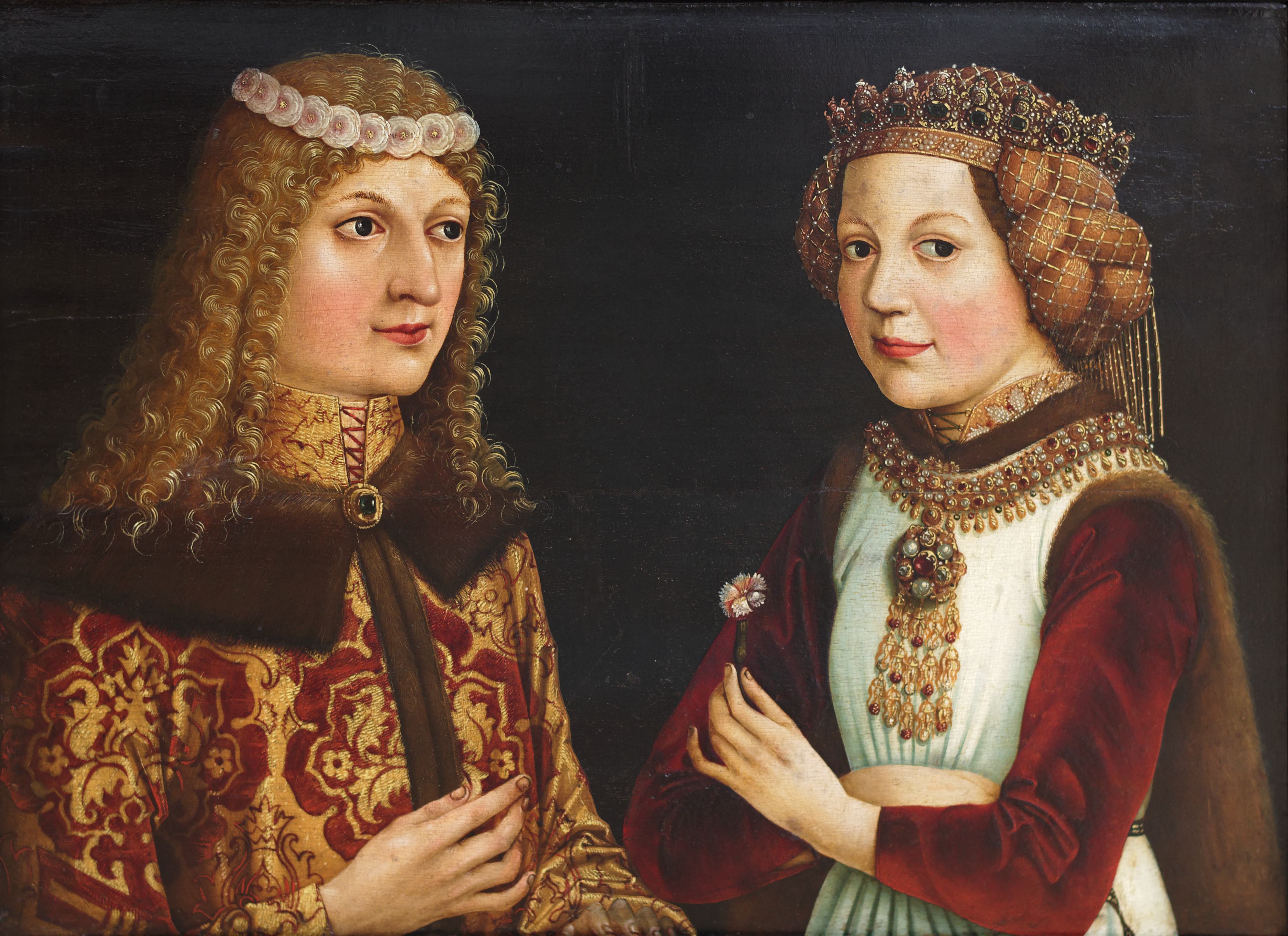
Владислав Постум и Мадлен Французская

В 1461 году в Сен-Макере была выдана братом Людовиком XI замуж за предполагаемого наследника короны Наварры Гастона де Фуа, принца Вианского, сына Гастона IV де Фуа и Элеоноры Наваррской. Король Франции рассчитывал использовать дом де Фуа в борьбе с французской знатью и Арагоном, и поддерживал его претензии на наваррский трон. В этом браке родились двое детей: Франциск Феб и Екатерина де Фуа.
Принц Вианский умер в 1470 году, его отец в 1472 году. Людовик XI позаботился, чтобы опека над малолетним наследником, новым принцем Вианским, досталась Мадлен, взявшей в свои руки управление владениями дома де Фуа. Он даже предложил в жены принцу свою старшую дочь Анну, будущую Анну де Божё.

### Первое регентство
В 1479 году умерла королева Элеонора, завещав трон внуку — 12-летнему Франциску Фебу. Мадлен стала регентом Наварры, раздираемой гражданской войной и находившейся под сильным политическим давлением Испании и Франции. Главным советником регентши и её заместителем в Наварре был кардинал Пьер де Фуа, один из сыновей Гастона IV.
Смерть Элеоноры привела к новой вспышке борьбы между группировками бомонцев и грамонцев. 8 августа 1479 года на встрече в Сарагосе Фердинанд Арагонский посоветовал Мадлен вступить при его посредничестве в переговоры с Луисом де Бомоном, графом де Лерин. По договору, заключенному 17 сентября в Аоисе, регентша приняла все условия этого могущественного вассала, однако, мир продержался всего шесть месяцев.
С большим трудом и благодаря дорого обошедшейся помощи Кастилии 6 ноября 1481 года удалось провести в Памплоне коронацию Франциска Феба. В следующем году гражданская война возобновилась, и Мадлен с сыном уехали в Беарн. Король Франции, желая укрепить своё влияние на Пиренеях, предложил женить Франциска Феба на Хуане Бельтранехе. Но для Наварры это означало разрыв с Испанией, а потому регентша колебалась. В свою очередь Фердинанд Арагонский предложил юному королю в жены свою вторую дочь Хуану, будущую жену Филиппа Красивого. Помимо политических трудностей, этим бракам препятствовала ещё и разница в возрасте. Франциску было 14 лет, а Бельтранехе — 30, дочь же Фердинанда родилась только в 1479 году. Мадлен, опасаясь обоих предложений, решила тянуть время.
В ноябре 1482 года Франциск Феб, достигший совершеннолетия, принял власть в Беарне, но уже в январе 1483 года скоропостижно скончался в По.

### Второе регентство
Мадлен снова пришлось принять регентство. Её деверь Жан Нарбоннский предъявил свои претензии на Фуа и Наварру, несмотря на то, что по брачному договору принца Вианского и Мадлен все земли Гастона IV переходили к их потомству. При поддержке французского короля Жан потребовал перед парламентом наследство Франциска Феба в качестве наиболее прямого наследника Гастона по мужской линии. Виконт Нарбоннский занял крепости в Фуа, а вскоре король фактически захватил графство под предлогом наложения секвестра.
Начались переговоры с Францией и Испанией о браке Екатерины. Позиции французов оказались сильнее, так как король Карл VIII использовал претензии Жана Нарбоннского на наследство де Фуа для шантажа. Опасаясь потерять французские владения, Мадлен была вынуждена согласиться на брак Екатерины с Жаном д’Альбре. Отец Жана Ален д'Альбре стал наместником в Наварре и использовал ресурсы владений своего сына для осуществления собственных политических амбиций. Уже в 1485 году он втянул Мадлен в коалицию мятежных феодалов, направленную против французского короля. Жан Нарбоннский, собрав банды наемников, опустошал земли Фуа. Потерпев несколько поражений от королевских войск, Ален д’Альбре и Мадлен 2 января 1491 года заключили в Мулене договор с Карлом VIII, вернувшись к союзу с Францией. Французские войска захватили главную базу Жана Нарбоннского и к 1493 году он лишился поддержки в доменах де Фуа.
Попытки добиться прекращения гражданской войны в Наварре долго оставались безуспешными. В 1485 году с графом де Лерином было заключено новое соглашение, предоставлявшее ему ещё больше привилегий, но теперь уже партия грамонцев была недовольна, и вскоре военные действия возобновились. В августе 1492 года принцесса Вианская встретилась с католическими королями в Сарагосе, и те обещали помочь установить мир в Наварре. 6 ноября 1493 года в Памплоне был подписан новый договор с бомонцами, фактически превращавший Наварру в кастильский протекторат. Это приостановило на несколько месяцев гражданскую войну и позволило, наконец, короновать Екатерину де Фуа и Жана д’Альбре. В воскресенье 13 января 1494 года в соборе Памплоны состоялась коронация, последняя в истории Наварры.